# Кебемер (департамент)
Кебемер — один из 45 департаментов Сенегала и один из трёх департаментов в области Луга.

## Территориальное деление
Столицей департамента является город Кебемер.
Департамент подразделяется на три района:
- район Ndande
- район Darou Mousty
- район Sagatta Gueth

Населённые пункты, имеющие статус коммуны:
- Кебемер
- Гуёл (Guéoul)

## Население
| Численность | Дата переписи                      | Прирост |
| ----------- | ---------------------------------- | ------- |
| 205 246     | 8 декабря 2002                     |         |
| 215 648     | 2005                               | ▲       |
| 215 648     | 2007                               | ▬       |
| 227 490     | 31 декабря 2009 (прогнозированное) | ▲       |